# Trzy życzenia
Trzy życzenia – amerykański film familijny z 1995 roku.

## Główne role
- Patrick Swayze jako Jack McCloud
- Mary Elizabeth Mastrantonio jako Jeanne Holman
- Joseph Mazzello jako Tom Holman
- Seth Mumy jako Gunther Gunny Holman
- David Marshall Grant jako Phil
- Jay O. Sanders jako trener Schramka
- Michael O’Keefe jako dorosły Tom
- John Diehl jako ojciec Lelanda
- Diane Venora jako Joyce
- David Zahorsky jako Mały Leland
- Brian Flannery jako Brian
- Brock Pierce jako Scott
- Davin Jacob Carey jako Sackin

## Fabuła
Tom Holman wiezie swoją rodzinę i o mało nie potrąca włóczęgi. To przypomina mu historię z jego dzieciństwa. W świąteczny dzień jego matka jechała z synem i potrąciła mężczyznę, łamiąc mu nogę. Jack – tak miał na imię – nie miał pieniędzy. Kobieta proponuje mu kurację w jej domu. W ich pozbawionym ojca domu Jack stał się szybko ostoją rodziny, pomógł jej przetrwać ciężkie chwile i spełnił skryte marzenia współmieszkańców.